# Andrija Vuković
Andrija Vuković (sinh 3 tháng 8 năm 1983 ở Split) là một cầu thủ bóng đá Croatia, hiện thi đấu cho Balıkesirspor tại Süper Lig. Anh là anh em sinh đôi với cầu thủ bóng ném Drago Vuković.